# Gennaro Cirillo
Gennaro Cirillo (Napoli, 2 settembre 1961) è un ex canoista italiano.

## Biografia
Nato nel 1961 a Napoli, a 22 anni ha partecipato ai Giochi olimpici di Los Angeles 1984, nel K-4 1000 m, con Vincenzo Damista, Marco Ganna e Francesco Mandragona, chiudendo la batteria al 5º posto con il tempo di 3'08"90 e uscendo al ripescaggio, non arrivando al traguardo.
Dopo il ritiro è stato consigliere nazionale della Federazione Italiana Canoa Kayak.